# 閃電俠
閃電俠（英語：The Flash）由DC漫畫出版，是一個繼承過四代的超級英雄，由加德纳·福克斯和哈里·兰伯特首創，第一代的閃電俠在1940年的閃電俠漫畫第一期首次出現。
人稱“紅衣跑者”的閃電俠擁有快速步行、快速跑步、超越所有的物理定律等的能力，至今，閃電俠經過了時間的交替，在DC漫画史中曾有多位角色曾使用过闪电侠这一称号。一般被人熟知的闪电侠是在1956年10月《陈列橱 #4》中登场的貝瑞·艾伦。他曾带动了整个北美漫画的白银时代。在2011年以后发行的新52系列里只有巴里·艾伦担任过闪电侠；该系列中初代闪电侠杰伊·加里克则被修改成地球二（平行世界）的闪电侠并且重获青春不再以老人形象出现；第三代闪电侠沃利·韦斯特在该系列曾短暂接任巴里·艾伦的位子，但是他并没有用过闪电侠的称号；第四代闪电侠巴特·艾伦在2007年就不再担任闪电侠。而是以以前的身份闪电小子身份拯救世界。

## 人物设定

### 第一代
杰伊·加里克（Jay Garrick）
第一代闪电侠于1940年出版的《闪电侠》第一期首次出现。由加德纳·福克斯任漫画编剧，由哈里·兰伯特所画。第一代闪电侠的真實身分是一名叫杰伊·加里克的大學生，他因為吸入了硬水水汽（后因追溯連續性变成重水汽）而得到极速行动的能力。而他行动时戴上的有翼金属头盔是参照希腊神话中的赫耳墨斯设计的。他是漫画界中最着名而且是首位極速者，而且是首位速度比超人更快的英雄。
傑伊·加里克是該時期最受歡迎的漫畫角色，更曾經一人擔任兩套漫畫的主角，他更創立了美國第一隊英雄團隊——美國正義協會。但在經歷漫長的「閃電俠黃金時代」後，閃電俠漫畫於1949年第104期停止出版。

### 第二代
貝瑞·艾倫（Barry Allen）
在1956年，DC漫畫讓閃電俠這個角色復活，後來更促成了DC漫畫的興盛時期。雖然閃電俠重現漫畫世界之中，但他以另一個身分出現，新一代的閃電俠是警隊的一名科學家貝瑞·艾倫，某天他準備離開辦公室的時候被雷電擊碎的化學品濺中，自此之後便得到了高速走動的能力，他在《陈列橱》第4期中首次出現。最知名的閃電俠。

### 第三代
華利·威斯特（Wally West）
第三代的閃電俠是前任閃電俠巴里·艾倫的外甥沃利·威斯特，他和巴里一樣被化學品濺中而得到了高速走動的能力。第三代閃電俠於1959年出版的閃電俠漫畫第110期以「閃電小子」的身分出現。直至1987年出版的閃電俠漫畫Vol.2第一期才以正式的閃電俠身分出現。那個時候很多的閃電俠漫畫封面都出現這個口號：“My name is Wally West, I'm the fastest man alive, I'm the Flash.”（我的名字是沃利·威斯特，我是現今最快的人，我就是閃電俠。）

### 第四代
巴特·艾倫（Bart Allen）
DC漫畫因有其他漫畫投入DC宇宙而在2006年1月後停止出版閃電俠漫畫vol.2。直到2006年7月，閃電俠再次出現，貝瑞·艾倫的孫子巴特·艾倫成為新的閃電俠，他在新閃電俠漫畫《The Flash: The Fastest Man Alive》中以主角的身分登場。中央城的居民為了紀念閃電俠的豐功偉業而建了一間「閃電俠博物館」，博物館內收藏著許多閃電俠的戰利品，甚至還有雕像。

## 故事線

### 閃點
2011年的漫畫《閃點》以巴里·艾倫為主角，最後引發新52。《閃點》故事的開首，閃電俠進入了一個全新的世界，只有閃電俠擁有以往的記憶，就如進入一個全新的時空，例如超人於兒時降落在地球時已經被政府擄走用來作外星人的研究，神力女超人和水行侠是對立的敵人，蝙蝠俠並不是布魯斯·韋恩而是他的爸爸湯瑪士·韋恩，在這個《閃點》的世界中更沒有出現過正義聯盟。在《閃點》中，閃電俠原以為是其宿敵極速教授把時間線扭曲引致《閃點》世界的出現，於是跟逆閃電大對決，最終戰勝，但其後發現《閃點》其實是由閃電俠自己所引發，因為他太掛念已經死去的母親而決定回到過去救回母親，因而把時間線扭曲。閃電俠最後撥亂反正，帶出新52。

### 新52
2011年年度大事件《閃點》後DC漫畫將超級英雄漫畫連載完結，並在2011年9月出版了52本序號為#1的超級英雄漫畫連載。新的閃電俠漫畫中，閃電俠仍是由貝瑞·艾倫擔任，閃電俠的服飾有少許的改變，閃電俠胸前的閃電標誌變成立體，閃電俠的下巴會被服飾掩蓋，而且衣服上有更多的條紋，閃電俠以神速力快跑時，條紋上會發出一條條閃光。閃電俠的靴子只有條紋，靴子並沒有以前的閃電勾。閃電俠的所有敵人在能力及外表服飾上都有所改變，如冷凍隊長（Captain Cold）及熱浪（Heat Wave）等人組成的无赖帮，把其武器融入於體內，變得擁有超能力。逆閃電的外表也有到改變。

## 主要敵人
| 敵人                                                  | 首次出現                                  | 有關描述 |
| ----------------------------------------------------- | ----------------------------------------- | --- |
| 提琴手 （The Fiddler）                                | 《All Flash Comics #32》（1948年一月）    | 原為一名普通的小偷，其後學會利用小提琴來催眠敵人、粉碎目標和創造障礙物。                                             |
| 逆閃電/競爭者 （The Rival）                           | 《Flash Comics #104》（1949年二月）       | 一名和閃電俠一樣擁有超人速度的敵人。                                                                                 |
| 阴影绅士 （The Shade）                                |                                           | 其手中的棍子能控制強大的黑暗力量。                                                                                   |
| 烏龜 （turtle）                                       |                                           | 一名骑乌龟的老头。                                                                                                   |
| 冷凍隊長 (Captain Cold)                               | 《陈列橱#8》（1957年六月）                | 本名為李奧納·史納特（Leonard Snart）。无赖帮（the Rogues）的首領，能夠使用冷凍槍把目標的溫度降至絕對零度。           |
| 炼金术师 (漫畫) （Doctor Alchemy）                    | 《陈列橱#14》（1958年六月）               | 能够改变元素，更以罪恶履行科学。                                                                                     |
| 大猩猩古魯德 （Gorilla Grodd）                        | 《The Flash #106》（1959年五月）          | 具有精神控制和心灵制动能力的高智商猿。                                                                               |
| 鏡子大師 （Mirror Master）                            | The Flash #105（1959年三月）              | 真名Sam Scudder，犯人。擅長利用進入鏡子潛身，還能用鏡子反射的光攻擊。                                                |
| 花笛人 （The Pied Piper）                             | 《The Flash #106》（1959年五月）          | 和聲學的大師，用音乐控制人和老鼠的行动及感官。其後成為了禾利‧韋斯（Wally West）的朋友。                              |
| 氣候巫師 (Weather Wizard)                             | The Flash #110（1959年十二月-1960年一月） | 能夠利用魔杖控制天氣。                                                                                               |
| 魔術師 (漫畫) （The Trickster）                       | The Flash #113（1960年六月-七月）         | 真名Giovanni Giuseppe，但通常使用马戏团艺名James Jesse，使用自己制作的一系列恶作剧主题的道具，包括能在空中行走的鞋。 |
| 迴旋鏢隊長 （Captain Boomerang）                      | The Flash #117（1960年十二月）            | 真名是Digger "Boomer-butt" Harkness，會以回力棒作暗算工具的敵人。                                                    |
| 尖峰人 （The Top）                                    | The Flash #122（1961年八月）              | 擁有超人速度，也擁有能力可使對方暈頭轉向。武器是陀螺。                                                               |
| 艾伯·卡迪巴 （Abra Kadabra）                          | The Flash #128（1962年五月）              | 来自六十四世纪，用未来的高科技伪装成魔法师。                                                                         |
| 逆閃電/極速教授 (Reverse Flash/Professor Zoom)        | The Flash #139（1963年九月）              | 真名是伊歐柏·索恩（Eobard Thawne），來自未來的25世紀而且和閃電俠一樣擁有超人速度。                                   |
| 熱浪 (漫畫) （Heat Wave）                             | The Flash #140（1963年十一月）            | 是一個纵火狂，穿著盔甲並持著火槍，与冷凍隊長（Captain Cold）不合。曾改過自新，但他再一次成為敵人。                   |
| 逆閃電/光速小子 （Kid Zoom）                          | Impulse #50（1999年七月）                 | 曾用代号Inertia。真名Thaddeus Thawne，Bart Allen的克隆，同樣擁有超人速度。                                           |
| 逆閃電/極速 （Zoom）                                  | The Flash vol. 2, #197（2003年六月）      | 真名是Hunter Zolomon，控制时间对于他的流逝速度来达到看似高速移动的效果。                                             |
| 萨维塔 （Savitar）                                    |                                           | 神速教祭司，用献祭活人得到神速力。                                                                                   |
| 焦油坑 （ ）                                          |                                           | 身体由滚烫的沥青组成.                                                                                                |
| 深蓝宝石 （Cobalt Blue gem）                          |                                           | 原为斯旺家族的传家宝，有巨大破坏力                                                                                   |
| Golden Glider （Golden Glider）                       |                                           | 本名丽莎.斯奈特（Lisa Snart），冷冻队长的妹妹，用一双溜冰鞋造让自己在各表面上滑冰的冰道。                            |
| 老蝉头 （cicada）                                     |                                           | 有能吸收他人的生命力量和控制他人思想的能力。                                                                         |
| 无赖帮 （the Rogues）                                 |                                           | 以冷冻队长(captain cold)为首的犯罪组织。                                                                             |
| 思考者 （The Thinker）                                |                                           | 原为律师，觉得犯罪分子需要一个聪明的头脑来引导他们。                                                                 |
| 辐射 (漫畫) （Fallout）                               |                                           | 可以向外释放大量的核辐射。                                                                                           |
| 彩虹骑士 （Rainbow Raider ）                          |                                           | 能制造固体光束来移动，和用颜色对其他人产生情绪影响。                                                                 |
| 极速魔 （Speed Demon）                                |                                           | 本名杰里·麦基（Jerry McGee），通过注射类固醇和植入电极获得超高速。                                                   |
| 洋紅色 (漫畫) （Magenta）                             |                                           | 能生成和操作磁场能量，控制金属。也能以磁能模式感知身体周围。                                                         |
| Replicant (漫畫) （Replicant）                        |                                           | 复制吸收了无赖帮主要成员的能力。                                                                                     |
| Double Down （Double Down）                           |                                           | 本名杰里米·泰尔(Jeremy Tell)，可以控制扑克牌，扑克牌能覆盖各表面与切割。                                             |
| 折叠人 （Folded Man）                                 |                                           | 穿着能从三维变到二维与四维的衣服，二维身体边缘能切割，四维能去任何地方。                                             |
| Razer (漫畫) （Razer）                                |                                           | 穿着几乎无摩擦的材料Lubrilon制成的盔甲，盔甲表面有刀片能发射和切割，也能用怪力。                                     |
| Chillblaine （Chillblaine）                           |                                           | 偷了冷冻队长的武器和装备。                                                                                           |
| The Suit （The Suit）                                 |                                           | 本名Paul Gambi，是一位裁缝，制造了服装“the suit”。                                                                   |
| 黑闪电 (閃電俠) （The Black Flash）                   |                                           | 神速力的黑暗面，能中断时间和冻结神速跑者与神速力的连接。                                                             |
| 海龟人 （The Turtle）                                 |                                           | 能通过射线影响受害者的视神经，使人移动缓慢。                                                                         |
| 克里斯蒂娜亚历山德拉 （Christina Alexandrova）        |                                           | 神速教的最高女祭司。                                                                                                 |
| 汪达尔萨维奇 （Vandal Savage）                        |                                           | 本名Vandar Adg，原是五千年前的人，受陨石辐射获得高等智力和不死之身。                                                 |
| Rainbow Raiders （Rainbow Raiders）                   |                                           | 各自七种颜色的反派组织                                                                                               |
| 新无赖帮 （The New Rogues）                           |                                           | 以Blacksmith为首的反派组织。                                                                                         |
| 钢梁 （Girder）                                       |                                           | 身体是生锈钢铁，能用超越常人的力量与防御。                                                                           |
| 低语者 （Murmur）                                     |                                           | 对注射毒针和狂乱病毒免疫，也擅长用刀。                                                                               |
| 掠夺 (漫畫) （Plunder）                               |                                           | 是镜像世界里的一名赏金猎人，也是专家级的神射手。                                                                     |
| 鐵匠 (漫畫) （blacksmith）                            |                                           | 有能融合有机物质和无机物质的能力。                                                                                   |
| Ringmaster （Ringmaster）                             |                                           | 擅长用不同功能的圆环。                                                                                               |
| 黄金脸 （Goldface）                                   |                                           | 有超人力量和刀枪不入身体。                                                                                           |
| Eradicator （Eradicator）                             |                                           | 本名菲利普斯(Creed Phillips)，是名参议员，有用触摸来“消灭”生命的能力。                                               |
| 毒蛇 (漫畫) （The Viper）                             |                                           | 本名菲利普.罗素(Philip Russell)，是私人侦探。穿的衣服戴着蛇头手套。右手放酸性的毒液，左手放瘫痪气体。                |
| the Atom Smasher （the Atom Smasher）                 |                                           | 开发了一个原子动力加速器。                                                                                           |
| Sloe, Steddy & Mr.Sprynt （Sloe, Steddy & Mr.Sprynt） |                                           | 三人组，各自带了增强力量且带电的拳头。                                                                               |
| Spin (漫畫) （Spin）                                  |                                           | 本名爱德华.马丁内斯(Edwar Martinez)，能力是感知他人恐惧并具现化。                                                    |
| 元素先生 （Mr. Element）                              |                                           | 使用可以凭空改变分子构成的元素枪。                                                                                   |
| 机器逆闪电 （Reverse Flash Robot ）                   |                                           | 模仿初代闪电侠杰伊·加里克的机器人。                                                                                  |
| The Clown （The Clown）                               |                                           | 穿小丑服装。 |
| The Changeling （The Changeling）                     |                                           | 有通过替换名字来变成任何动物的能力。                                                                                 |
| the Last Resort （the Last Resort）                   |                                           | 用隐形衣实施犯罪。                                                                                                   |
| Mr. Frost （Mr. Frost）                               |                                           | 是一个发明家和虚拟现实专家，发明一种神经发射器，制造幻象。                                                           |
| The Griffin （The Griffin）                           |                                           | 本名Griffin Grey是中城汽车工厂的一个工人，有增强的力量和速度。                                                       |
| 蓝三位一体 （Blue Trinity）                           |                                           | 用类固醇，电极植入和基因拼接的方式获得超级速度。                                                                     |
| 红三位一体 （Red Trinity）                            |                                           | 由Anatole, Bebeck, 和Cassiopeia三人组成。                                                                            |
| Team Turmoil （Team Turmoil）                         |                                           | 中城的一个有超能力的雇佣军组织。                                                                                     |
| The Thorn （The Thorn）                               |                                           | 能控制植物。 |
| The Rag Doll （The Rag Doll）                         |                                           | 本名彼得默克尔，擅长柔术，伪装成一个真人大小的布娃娃。                                                               |
| 暗物质 (漫畫) （Dark Matter）                         |                                           | 有可以产生高热量的能力。                                                                                             |
| Kilg％ （Kilg％）                                     |                                           | 能控制金属和电路系统。                                                                                               |
| 冰柱 (漫畫) （Icicle）                                |                                           | 本名Joar Mahkent，是位物理学家，开发了一种冷射线枪。                                                                 |
| Peek-a-Boo （Peek-a-Boo）                             |                                           | 能自我传送，也可用触摸传输别人。                                                                                     |
| 反监视者 （Anti-Monitor）                             |                                           | 反物质空间的主宰，想消灭正物质空间，造成了“无限地球危机”。                                                           |

## 其他媒體
- 1990年美國CBS (電視網)電視台曾開拍閃電俠電視劇，故事以第二代閃電俠貝瑞·艾倫為主角，由約翰·衛斯理·席普飾演，並於播放，合共只播放一季，可能是收視表現不佳所致。
- 2001年第三代閃電俠華利·威斯特是《正義聯盟》動畫劇集的主要角色之一。
- 2004年12月大衛·S·高耶宣佈他會擔任還在籌備階段的《閃電俠》電影的導演和編劇，後來，大衛·S·高耶退出這個電影計劃，而導演一職會由《博物館驚魂夜》導演Shawn Levy擔任，Shawn Levy也會以高耶所寫的劇本為基礎創作新劇本。但計畫後來卻無下文
- 2013年《正义联盟：闪点悖论》是以闪电侠貝瑞·艾伦为主角的动画电影，评价多为正面。
- 綠箭宇宙系列劇集：美國CW電視網，故事以第二代閃電俠貝瑞·艾倫為主角，由葛蘭特·格斯汀飾演。同時也出現多位閃電俠。
  - 2014年《閃電俠》。第一季對抗逆閃電。第二季中貝瑞·艾倫使用神速力穿越了過去尋找當時偽裝成哈里森·威爾斯的伊歐柏·索恩教他如何變快打敗第二季中的敵人「極速」。第三季對抗薩維塔。第四季對抗思考者 (漫畫)。第五季對抗老蟬頭。第六季對抗血魔及鏡子大師。第七季對抗神速。第八季對抗絕望魔及負神速力。
  - 2013年《綠箭俠 (電視劇)》第二季首次登場 ，而貝瑞未得到超能力曾協助綠箭團隊。之後兩團隊也有多次互動。
  - 客串《女超人 (電視劇)》、《明日傳奇》、《蝙蝠女俠 (電視劇)》，女超人屬於地球38，其他劇則是地球1，直到《無限地球危機 (綠箭宇宙)》事件所有地球合一。
- DC擴展宇宙：2014年10月15日，華納兄弟宣布伊薩·米勒飾演貝瑞·艾倫。
  - 2016年，短暫出現於蝙蝠俠對超人：正義曙光韋恩的幻象中與雷克斯·路瑟暗中拍攝的監視影像裡。
  - 2016年，短暫出現於電影自殺突擊隊與回力鏢隊長交手時。
  - 2017年，正義聯盟 (電影)。
  - 2023年，《閃電俠》個人電影。

## 外部連結
- 官方网站
- 互联网电影数据库上The Flash的资料
- 中的“The Flash”
- Crimson Lightning （页面存档备份，存于） - An online index to the comic book adventures of the Flash.
- Alan Kistler's Profile On: The Flash - An analysis of the history of the Flash by comic book historian Alan Kistler.
- Alan Kistler's Guide To The Crisis
- Index to Barry Allen's Earth-One adventures （页面存档备份，存于）
- comicfoundry.com Conversation with Flash writers Danny Bilson and Paul DeMeo about Bart Allen as the new Flash.